# Жіноча збірна Швеції з волейболу
Жіноча національна збірна Швеції з волейболу (швед. Sveriges damlandslag i volleyboll) — представляє Швецію на міжнародних змаганнях із волейболу. Керівною організацією є Шведська федерація волейболу (швед. Svenska Volleybollförbundet — SVF).

## Історія
Волейбол з'явився у Швеції відразу після Другої світової війни завдяки переселенцям із Латвії та Естонії, а також діяльності Асоціації молодих християн (YMCA). У 1946 році Шведським спортивним союзом у Стокгольмі були організовані перші курси з навчання волейболу. У 1961 році засновано Шведську федерацію волейболу. Ще через рік вона вступила до ФІВБ. З 1962 року щороку проводять чемпіонати країни серед чоловічих і жіночих команд.
Свій перший матч жіноча волейбольна збірна Швеції провела 3 травня 1964 року в Мальме проти національної команди Данії й поступилася 0:3. У 1965 році шведські волейболістки здобули першу перемогу, перегравши в товариському матчі збірну Норвегії.
У 1967 році жіноча збірна Швеції вперше вийшла на офіційну міжнародну арену, взявши участь у чемпіонаті Європи, який проходив у Туреччині. У стартовому поєдинку шведки поступилася господаркам змагань з рахунком 0:3. Всього ж на своїх дебютних змаганнях волейболістки Швеції провели 8 матчів і у всіх програли, зумівши взяти лише один сет в останньому матчі на турнірі в грі проти збірної Швейцарії. Підсумок — останнє 15-те місце.
На наступному чемпіонаті Європи, що проходив у 1971 році в Італії, шведки також були серед команд-учасниць і вже з великим успіхом. На попередньому етапі збірна Швеції поступилася командам СРСР і Швейцарії, а у втішному турнірі з 5 матчів виграли три, посівши в підсумку, як і в попередньому чемпіонаті, 15-те місце, але вже серед 18 збірних.
Після запровадження відбіркових турнірів континентальних першостей жіноча збірна Швеції лише раз зуміла кваліфікуватися до основного турніру. У 1983 році шведські волейболістки впевнено виграли путівку на чемпіонат, але на самому турнірі виглядали явно слабкіше своїх конкурентів. У всіх семи матчах чемпіонату шведки поступилися з загальним рахунком 2:21.
Протягом наступних більш як 30 років жіноча збірна Швеції у відбіркових турнірах чемпіонатів Європи брала участь нерегулярно й успіхів не досягала. У 2011 році шведські волейболістки вперше у своїй історії взяли участь в олімпійській кваліфікації, а на чемпіонати світу досі ні разу не заявлялися.
Волейбол у Швеції з ігрових видів спорту поступається в популярності насамперед футболу, хокею з шайбою, хокею з м'ячем, гандболу та баскетболу.

## Результати виступів

### Олімпійські ігри
У кваліфікації Олімпійських волейбольних турнірів 1964—2008 та 2016 років збірна Швеції участі не брала.
- 2012 — не кваліфікувалася

### Чемпіонати світу
У чемпіонатах світу (основні та відбіркові турніри) збірна Швеції участі не брала.

### Чемпіонати Європи
- 1949 — не брала участі
- 1950 — не брала участі
- 1951 — не брала участі
- 1955 — не брала участі
- 1958 — не брала участі
- 1963 — не брала участі
- 1967 — 15-те місце
- 1971 — 15-те місце
- 1975 — не брала участі
- 1977 — не кваліфікувалася
- 1979 — не брала участі
- 1981 — не кваліфікувалася
- 1983 — 12-те місце
- 1985 — не кваліфікувалася
- 1987 — не кваліфікувалася
- 1989 — не кваліфікувалася
- 1991 — не кваліфікувалася
- 1993 — не кваліфікувалася
- 1995 — не брала участі
- 1997 — не брала участі
- 1999 — не кваліфікувалася
- 2001 — не брала участі
- 2003 — не кваліфікувалася
- 2005 — не кваліфікувалася
- 2007 — не кваліфікувалася
- 2009 — не брала участь
- 2011 — не кваліфікувалася
- 2013 — не кваліфікувалася
- 2015 — не кваліфікувалася
- 2017 — не кваліфікувалася
- 2019 — не кваліфікувалася
- 2021 — не кваліфікувалася
- 2023 — не кваліфікувалася

### Євроліга
- До 2016 року в розіграші Євроліги збірна Швеції участі не брала.
- Найбільшим успіхом в Золотій Євролізі став вихід у фінал у 2023-му році, в якому шведки програли збірній України.

У 2023 році збірна грала таким складом:
центральні блокуючі: Йонна Вассерфаллер (к), Ельза Аррестад, Лінда Андерссон, Джулія Нільссон;
пасуючі: Хільда Густафссон, Вільма Юлєвік;
діагональні: Ізабель Гок, Елін Ларсон, Пауліна Ліндберг; 
догравальниці: Александра Лазіч, Ханна Хельвіг, Анна Гок;
ліберо: Філіпа Брінк, Еммі Андерссон;
головний тренер: Лаурі Хакала.

### Кубок весни
Жіноча збірна тричі ставала призером традиційного міжнародного турніру Кубок весни (Spring Cup), який щороку (з 1962 для чоловічих і з 1973 для жіночих збірних команд) проводився за ініціативою федерацій волейболу західноєвропейських країн.
- 2-ге місце — 1980.
- 3-тє місце — 1977, 2006.